# Cud na Nowolipkach
Cud na Nowolipkach – objawienie Maryjne, do którego miało dojść po raz pierwszy 7 października 1959 w kościele św. Augustyna w Warszawie.

## Wydarzenia

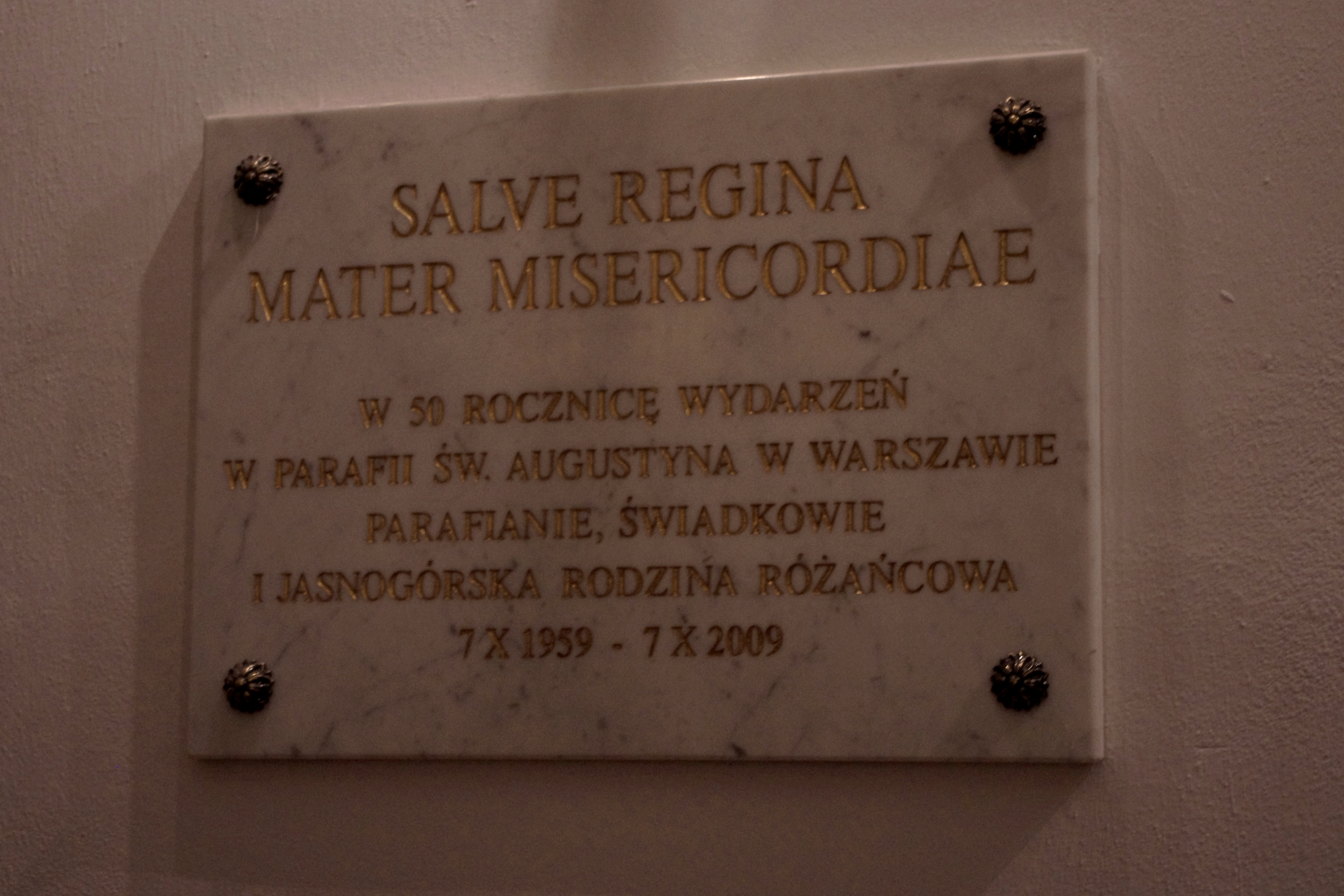
Tablica upamiętniająca tzw. cud na Nowolipkach wmurowana z okazji 50-lecia wydarzenia w nawie bocznej kościoła św. Augustyna

Według relacji świadków doszło tam do ukazania się w godzinach wieczornych tak zwanej Matki Bożej Muranowskiej Współczującej Miłosiernej, której świetlista postać pojawiła się na tle pozłacanej kuli znajdującej się u podstawy krzyża wieńczącego dach świątyni. Matka Boska ukazywała się po raz pierwszy w środę 7 października, nie ukazała się dnia następnego, po czym ukazywała się przez kolejne 20 dni.
Wydarzenie ściągnęło na Muranów, kilkadziesiąt tysięcy osób. Wojciech Andrzej Szota wskazuje, że historyk Bartosz Kaliski w swoim opracowaniu podaje meldunek milicyjny mówiący o 35 tys. ludzi dziennie, natomiast Witold Dąbrowski powołując się również na szacunki milicyjne pisze o 70 tys., robiąc zastrzeżenie, że w rzeczywistości było to 100 tys. osób.
Tematem tym interesował się między innymi polski fotograf Tadeusz Rolke, któremu jednak uniemożliwiono dokumentację zjawiska dla francuskiego tygodnika „Paris Match”.

### Reakcja władzy
12 października 1959 Komitet Warszawski PZPR podjął decyzję o zamalowaniu blachy na wieży kościoła.
W ramach zatrzymań zgromadzonych ludzi przez funkcjonariuszy Milicji Obywatelskiej i Służby Bezpieczeństwa, represjami objęto łącznie 808 osób w tym 52 osoby duchowne (z czego 17 księży). Pretekstem do zatrzymań był między innymi brak dowodu osobistego, brak meldunku lub zakłócanie porządku publicznego. Większość zatrzymanych została ukarana 48 godzinnym aresztem. Najwyższy wyrok pozbawienia wolności wynosił sześć miesięcy.

## Upamiętnienie
W 2009 w kościele św. Augustyna, odsłonięto tablicę z okazji 50 rocznicy wydarzeń z 1959 roku.
W 2012 ukazała się książka Witolda Dąbrowskiego – „Cud na Nowolipkach. Objawienie w kościele św. Augustyna w 1959 roku w Warszawie” (ISBN: 978-83-935096-0-7).
21 maja 2017 w Programie I Polskiego Radia miała miejsce premiera słuchowiska pt.Cud na Nowolipkach w reż. Andrzeja Mastalerza, zrealizowanego w ramach Teatru Polskiego Radia na podstawie książki Witolda Dąbrowskiego. W słuchowisku wystąpili: Grażyna Barszczewska, Anna Cieślak, Piotr Bajtlik , Zbigniew Konopka, Mariusz Jakus, Sławomir Orzechowski, Jarosław Gruda, Tomasz Błasiak, Kinga Tabor, Ewa Domańska, Karol Kwiatkowski, Dominik Łoś, Wojciech Brzeziński, Maja Cyrwus i Andrzej Mastalerz.
Na podstawie książki Witolda Dąbrowskiego, powstał również film w reż. Michała Górala pt. Cud na Nowolipkach w którym, w scenach fabularyzowanych wystąpił między innymi Piotr Cyrwus jako ks. Stefan Kuć oraz Mariusz Jakus, Aleksander Trąbczyński i Krystian Wieczorek. Premiera filmu odbyła się 14 października 2018. Reżyser filmu Michał Góra został nagrodzony za niego Nagrodą KRRiT na 34. Międzynarodowym Katolickim Festiwalu Filmów i Multimediów „KSF Niepokalana 2019”. W 2019 przy okazji 60 rocznicy wydarzeń na Nowolipkach, film prezentowany był w Domu Spotkań z Historią na spotkaniu z udziałem prof. Jacka Leociaka oraz w Muranotece, gdzie pokaz filmu, poprzedził wykład Beaty Chomątowskiej i dyskusja z udziałem Michała Górala.